# Черкесов, Магомет Курманбиевич
Магомет Курманбиевич Черкесов  (14.05.1924 — 15.05.1990) — советский передовик сельского хозяйства, старший чабан совхоза «Холоднородниковский» Прикубанского района  Карачаево-Черкесской автономной области Ставропольский край. Герой Социалистического Труда (21.03.1966).

## Биография
Родился 10 (по другим данным - 14) мая 1924 года в ауле Верхняя Мара, ныне Карачаевского района Карачаево-Черкессии, в крестьянской семье. Карачаевец. Окончил 3 класса. С малых лет начал свою трудовую деятельность в домашнем хозяйстве.
В 1943 году был депортирован вместе со своей семьей в Киргизскую ССР. Жил в селе Калиновка Чуйского района, работал подсобным рабочим, трактористом Ден-Арыкской МТС.
В 1957 году вернулся на родину. Со дня возвращения и до конца своих дней проработал старшим чабаном в совхозе «Холоднородниковский» Прикубанского района. Добился высоких приплодов овец и перевыполнения заданий по производству шерсти. 
Указом Президиума Верховного Совета СССР от 22 марта 1966 года за достигнутые успехи в развитии животноводства, увеличении производства и заготовок мяса, молока, яиц, шерсти и другой продукции Черкесову Магомеду Курманбиевичу присвоено звание Героя Социалистического Труда с вручением ордена Ленина и золотой медали «Серп и Молот».
Проработал в совхозе «Холоднородниковский» более 30 лет.
Жил в селе Холоднородниковский. Скончался 15 мая 1990 года.

## Награды
- Золотая медаль «Серп и Молот» (21.03.1966)
- Орден Ленина  (21.03.1966)
- Медаль «В ознаменование 100-летия со дня рождения Владимира Ильича Ленина» (6 апреля 1970)
- Медаль «За трудовую доблесть»
- медалями ВДНХ СССР:

## Память
- На могиле установлен надгробный памятник.